# (9884) Příbram
(9884) Příbram 1994 TN3 – planetoida z pasa głównego asteroid okrążająca Słońce w ciągu 3 lat i 244 dni w średniej odległości 2,38 j.a. Została odkryta 12 października 1994 roku w Obserwatorium Kleť w pobliżu Czeskich Budziejowic przez Miloša Tichego i Zdenka Moravca. Nazwa planetoidy pochodzi od czeskiego miasta Przybram, gdzie 7 kwietnia 1959 roku spadł meteoryt Pribram. Był to jeden z pierwszych wypadków sfotografowania upadku meteorytu. Przed jej nadaniem planetoida nosiła oznaczenie tymczasowe (9884) 1994 TN3.